# Champs (Orne)
Pour les articles homonymes, voir Champs.
Champs est une ancienne commune française, située dans le département de l'Orne en région Normandie, devenue le 1er janvier 2016 une commune déléguée au sein de la commune nouvelle de Tourouvre au Perche.
Elle est peuplée de 72 habitants.

## Géographie
La commune se situe dans la région naturelle du Perche et appartient au canton de Tourouvre dans l'arrondissement de Mortagne-au-Perche.

## Politique et administration
| Période                                  | Période       | Identité       | Étiquette | Qualité         |
| ---------------------------------------- | ------------- | -------------- | --------- | --------------- |
| juin 1995                                | mars 2014     | Guy Coatleven  | SE        | Cadre infirmier |
| mars 2014                                | décembre 2015 | Patrick Morvan | SE        | Retraité        |
| Les données manquantes sont à compléter. |               |                |           |                 |

## Démographie
En 2021, la commune comptait 72 habitants. Depuis 2004, les enquêtes de recensement dans les communes de moins de 10 000 habitants ont lieu tous les cinq ans (en 2008, 2013, 2018, etc. pour Champs) et les chiffres de population municipale légale des autres années sont des estimations.
| 1793 | 1800 | 1806 | 1821 | 1836 | 1841 | 1846 | 1851 | 1856 |
| ---- | ---- | ---- | ---- | ---- | ---- | ---- | ---- | ---- |
| 221  | 224  | 257  | 240  | 257  | 287  | 267  | 302  | 295  |

| 1861 | 1866 | 1872 | 1876 | 1881 | 1886 | 1891 | 1896 | 1901 |
| ---- | ---- | ---- | ---- | ---- | ---- | ---- | ---- | ---- |
| 280  | 245  | 243  | 254  | 196  | 215  | 186  | 203  | 202  |

| 1906 | 1911 | 1921 | 1926 | 1931 | 1936 | 1946 | 1954 | 1962 |
| ---- | ---- | ---- | ---- | ---- | ---- | ---- | ---- | ---- |
| 199  | 169  | 159  | 166  | 168  | 160  | 175  | 165  | 171  |

| 1968 | 1975 | 1982 | 1990 | 1999 | 2008 | 2013 | 2018 | 2020 |
| ---- | ---- | ---- | ---- | ---- | ---- | ---- | ---- | ---- |
| 150  | 109  | 119  | 115  | 102  | 109  | 106  | 80   | 79   |

## Lieux et monuments
- L'église Saint-Évroult (XIe et XVIe siècles).
- Les ruisseaux du Gué de l'Âne et de la Foulerie qui alimentaient autrefois deux moulins.
- Le lavoir en bois et tuiles de pays situé à la sortie du bourg.